# Ихо, Арво
А́рво Э́йнович И́хо (эст. Arvo Iho, род. 21 июня 1949, Раквере, Эстонская ССР, СССР) — советский и эстонский кинооператор, кинорежиссёр, сценарист и кинопродюсер. Член Европейской киноакадемии. Награждён орденом Белой звезды V степени (2001). 

## Биография
Родился 21 июня 1949 года в Раквере в ингерманландской семье. 
Его мать и отец советской властью были приговорены к заключению в разных лагерях. После освобождения они поселились в деревне Велтси. Арво родился в кузове грузовика, когда его мать везли в роддом в Раквере. Когда Арво было три года, его семья переехала из Велтси в посёлок Роэла и поселилась в рабочем доме, переоборудованном из барского каретника. Условия в этом доме были очень плохими, от туберкулёза умерли две сестры Арво, а у него самого развился остеомиелит. В пятилетнем возрасте Арво отправили на девять месяцев на лечение в санаторий в Нарва-Йыэсуу, где он выучил русский язык. Эстонский язык он выучил играя на улице в Роэла. 
В 1970—1972 годах, после срочной службы в армии, где Арво также занимался фотографией для армейской стенгазеты, он работал ассистентом оператора на киностудии «Таллинфильм». 
В 1976 году Арво Ихо окончил операторский факультет ВГИКа. В 1977–1978 годах проходил практику в киногруппе Андрея Тарковского на съёмках фильма «Сталкер». 
С 1975 года — оператор художественных и документальных фильмов на студии «Таллинфильм», а с 1985 — режиссёр художественных фильмов. В качестве второго оператора участвовал в производстве мультфильмов Рейна Раамата «Антенны среди льдов» и «Ад» и мультфильма Рейна Таммика «Мальчик и бабочка».
В 1992 году основал кафедру кино и видео в Таллинском педагогическом институте и был её заведующим до 1996 года. Для создания кафедры после долгих переговоров получил от американского финансиста ДжорджаСороса, помогавшего в то время бывшим соцстранам, 7 тысяч долларов стартового капитала. К настоящему времени из этой кафедры выросло новое учебное заведение Эстонии — Балтийский институт кино, медиа и искусств Таллинского университета (BFM).
С 2006 года является преподавателем киноведения в Балтийской школе кино и медиа. Также преподавал кинорежиссуру в Шри-Ланке, США, Финляндии и Швейцарии, фотографию в Эстонской академии художеств, фотографию и видеопроизводство в Вильяндиской академии культуры.
Член Эстонского союза кино с 1979 года, его председатель в 1993—1994 годах. В 1994—1997 годах — директор Эстонского центра аудиовизуальной культуры. Член Европейской киноакадемии с 2010 года. Руководил производством многих студенческих фильмов, выступал в качестве продюсера и организовывал многочисленные фотовыставки («Культура старообрядцев на побережье Чудского озера» (2003), «Годовой круг на прибрежном хуторе» (2010), «Хозяева и чужие. Ислам в Эстонии» (2014) и др.).
Фильмы, в создании которых участвовал Арво Ихо, завоевали 30 международных наград. В 2025 году его фильм «Игры для детей школьного возраста» вошёл в Золотой фонд «Berlinale Classics» Берлинского кинофестиваля. 
После автоаварии в 2006 году, в которой Ихо получил травму позвоночника, разрыв лёгкого и переломы рёбер, он отошёл от кинопроизводства и обратился к своему первому увлечению — фотографии. К 2024 году Арво Ихо издал три книги своих фоторабот, одна из которых была посвящена съёмкам фильма «Сталкер» (Arvo Iho. Stalkeri võtted Eestis = Съемки «Сталкера» в Эстонии = Shooting of Stalker in Estonia / Kujundaja: Ivar Tõnissoo. — Tallinn: Cumulus Projekt OÜ, 2022. — ISBN 9789916411049).

## Фильмография

### Режиссёр художественных фильмов
- 1985 — Игры для детей школьного возраста (Улыбайся, детка)
- 1987 — Наблюдатель
- 1990 — Только для сумасшедших
- 2001 — Сердце медведицы
- 2004 — Еврофлот (короткометражный фильм)
- 2006 — Крыжовник[3]

### Режиссёр документальных фильмов
- 1986 — Нарушитель покоя
- 1991 — Хроника Сиреники
- 1993 — Дети империи
- 1995 — Янов день в Ингерманландии

### Актёр
- 1979 — Гнездо на ветру — Юхан Пийр
- 1982 — Арабелла — дочь пирата — рабочий
- 1998 — Убийственный Тарту — Арнольд Кере

### Оператор художественных фильмов
- 1974 — Цветные сны (2-й оператор)
- 1975 — Ответный удар (студенческий фильм)
- 1976 — Возвращение (студенческий фильм)
- 1977 — Гадание на ромашке: Татуировка
- 1977 — Гадание на ромашке: Браконьер
- 1977 — Гадание на ромашке: Променад
- 1979 — Гнездо на ветру
- 1980 — Идеальный пейзаж
- 1982 — Арабелла — дочь пирата
- 1982 — Коррида
- 1984 — На арене — Лурих
- 1985 — Игры для детей школьного возраста (Улыбайся, детка)
- 1988 — Вернанда
- 1998 — Лисы-оборотни и нежить (студенческий фильм)
- 1998 — Уважаемая Луна! (Дорогой господин Q!)
- 2001 — Сердце медведицы (2-й оператор)

### Оператор документальных фильмов
- 1975 — Человек родился...
- 1975 — Теперь пойдут песни...
- 1976 — Детство
- 1978 — Следы на снегу
- 1978 — Воссоединение семьи Рандов
- 1979 — Дискотека Эдисона
- 1984 — Многогранный Ыун (Скульптор Ыун)
- 1984 — 29 минут с Юло Ыуном
- 1986 — Нарушитель покоя
- 2004 — Время роста
- 2004 — Марина Кувайцева и одинокие женщины
- 2014 — EINASTO 11577

### Оператор музыкальных фильмов
- 1981 — Старая мелодия
- 1981 — Лунные лучи
- 1981 — Убийца женщин
- 1989 — Песни Миларепы

### Оператор мультипликационных фильмов
- 1977 — Антенны среди льдов
- 1978 — Мальчик и бабочка
- 1983 — Ад (2-й оператор)
- 1985 — Нищий (2-й оператор)

### Ассистент оператора
- 1970 — Живые узоры (документальный фильм)
- 1971 — Дикий капитан

### Сценарист
- 2001 — Сердце медведицы (совместно с Р. Ибрагимбековым и Н. Батуриным)

### Продюсер
- 1993 — Морская болезнь (студенческий фильм)
- 1994 — Фильм (студенческий фильм)
- 1994 — Тень на стене (студенческий фильм)
- 1994 — Тарам-тарам (студенческий фильм)
- 1995 — МакКаллок (студенческий фильм)
- 2004 — Еврофлот

## Награды и премии
- 2001 — Орден Белой звезды V степени [10].
- 2012 — Премия фонда «Капитал культуры Эстонии» за дело всей жизни в области аудиовизуального искусства — за плодотворную работу в качестве творца и педагога[1].
- 2019 — Знак заслуг Таллинского университета ― за вклад в становление киношколы и многолетнюю плодотворную работу в качестве преподавателя Таллинского университета[11].

### Комментарии
1. ↑  Эстонские топонимы, оканчивающиеся на -а, в русском языке не склоняются[2], а род получают по родовому слову, например, деревне присваивается женский род, хотя в эстонском языке нет категории рода.